# Hans Eicke
Hans Andreas Eicke (* 1. Dezember 1885 in Berlin; † 22. August 1947 ebenda) war ein deutscher Leichtathlet und Olympiamedaillengewinner, der bei den Olympischen Spielen 1908 in London startete. In der olympischen Staffel wurde er Zweiter (ca. 3:32,4 min), zusammen mit Arthur Hoffmann, Otto Trieloff und Hanns Braun. Er startete bei diesen Spielen außerdem im 100-Meter-Lauf und schied dort im Vorlauf aus. Hans Eicke gehörte dem SC 1895/96 Berlin an.
Eicke studierte Medizin an der Universität Heidelberg und gehörte seit 1904 der Burschenschaft Frankonia Heidelberg an. Er promovierte und wirkte später als Oberarzt in Berlin.
Hans Eicke verstarb am 22. August 1947 im Alter von 61 Jahren in Berlin. Die Beisetzung fand am 28. August 1947 auf dem Waldfriedhof Dahlem statt.